# Trichoglottis valida
Trichoglottis valida är en orkidéart som beskrevs av Henry Nicholas Ridley. Trichoglottis valida ingår i släktet Trichoglottis och familjen orkidéer. Inga underarter finns listade i Catalogue of Life.